# Love on Top of Love
«Love on Top of Love» (en español: «Amor en la parte superior del amor») es el primer sencillo del álbum de Grace Jones Bulletproof Heart. Fue producida por los miembros de C+C Music Factory David Cole y Robert Clivillés.

## Video
En el vídeo musical Jones lleva un traje de baño y gafas de sol en una piscina con una pantalla en blanco y negro en el fondo que la muestra a ella fumando con un hombre. Una escena posterior muestra a Jones en una cama con un gorro de natación, mientras se encuentra rodeada de hombres. La escena original del video era con Sven-Ole Thorsen jugando su novia, pero las escenas fueron cortadas.

## Lista de canciones
- US 7" sencillo (1989)

1. «Love on Top of Love» (Versión sencillo) - 4:57
2. «Dream» - 3:26

- US CD promo (1989) DPRO-75759)

1. «Love on Top of Love» (Versión sencillo) - 4:57
2. «Love on Top of Love» (Mix Club de The Funky Dread Club)

- US 12" sencillo (1989) (V-15508)[4]

1. «Love on Top of Love» (Mix Club de The Funky Dread)
2. «Love on Top of Love» (Mix Dub de The Funky Dread)
3. «Love on Top of Love» (Mix House Garage de The Cole & Clivilles)
4. «Love on Top of Love» (Mix Swing de Grace)

- UK 7" sencillo (1989) (CL557)

1. «Love on Top of Love»| (Versión sencillo) - 4:57
2. «On My Way»

- UK CD sencillo (1989) (CDCL557)

1. «Love on Top of Love» (Versión sencillo) - 4:57
2. «Love on Top of Love» (Versión Garage House Mix) - 7:10
3. «Love on Top of Love» (Swing Mix Version) - 7:40

- BR 12" sencillo (1989)

1. «Love on Top of Love» (Versión 7") - 4:59
2. «Love on Top of Love» (Versión Club Mix) - 6:22
3. «Love on Top of Love» (Versión Garage House Mix) - 7:10
4. «Love on Top of Love» (Versión Mix Swing) - 7:40

- AS CD sencillo (1989) (CDP5522035493)

1. «Love on Top of Love» (Mix Club de The Funky Dread)
2. «Love on Top of Love» (Mix Dub de The Funky Dread Dub Mix)
3. «Love on Top of Love» (Mix House Garage de The Cole & Clivilles)

## Listas musicales
| Lista musical (1989)          | Posición |
| ----------------------------- | -------- |
| Billboard Hot Dance Club Play | 1        |